# 有馬氏倫
有馬 氏倫（ありま うじのり）は、江戸時代中期の旗本、大名。江戸幕府第8代将軍の徳川吉宗に紀州時代から側近として仕え、伊勢西条藩の初代藩主となった。氏倫系有馬家初代。

## 生涯
寛文8年（1668年）、紀州藩士有馬義景の子として紀伊国和歌山に生まれる。徳川吉宗が紀州藩主だった時代から側近として重用され、御用役兼番頭に任じられ、1,300石を与えられて仕えた。
享保元年（1716年）5月1日、吉宗が江戸幕府第8代将軍に就任すると、吉宗に従って江戸に移り、幕臣として仕えることとなる。同じく紀州時代からの側近である加納久通とともに、側用人を廃して新たに設けられた御側御用取次に命ぜられ、将軍と老中合議の仲介を行い、吉宗主導の享保の改革で功績を挙げた。
同年の御側御用取次就任時に、紀州藩時代と同じ石高のまま伊勢国三重郡内で1300石が与えられ、7月22日に従五位下兵庫頭に叙任される。享保2年（1717年）1月11日には下野国芳賀郡内で1000石が加増された。享保11年（1726年）1月11日、伊勢国多気郡・河曲郡・三重郡内、下野国河内郡内、上総国市原郡内において7700石の加増を受け、都合1万石を領する大名となった。享保12年（1727年）閏1月28日に領知朱印状が発給されている（伊勢西条藩）。しかし自らは吉宗に近侍して領地に赴くことはなく、藩政は代官に任せていた。享保13年（1728年）4月には吉宗の日光社参に供奉した。享保17年（1732年）2月、歩行による供奉を免除される処遇を受けた。
享保20年（1735年）12月12日に68歳で死去した。渋谷の祥雲寺に葬られ、以後有馬家の菩提寺となった。跡を養嗣子の氏久が継いだ。

## 系譜
「氏倫系有馬家」は摂津有馬氏（室町幕府の重臣赤松氏の分家）の一族で、筑後久留米藩初代藩主の有馬豊氏の三男である頼次を祖とする。頼次の養子の吉政以来紀州藩に仕え、氏倫は吉政から数えて3代目にあたる。
『寛政重修諸家譜』には庶出の2男1女（女子、弥平治、大助）が記されている。娘は紀州藩士淡輪重賢に嫁いだが、離婚となったのち大奥に老女として仕えた。
父母
- 有馬義景（父）
- 建部光延の娘（母）

正室
- 建部政宇の娘

子女
- 淡輪重賢室

養子
- 有馬氏久 - 渡辺恭綱の子

## 関連作品
- 『八代将軍吉宗』（NHK大河ドラマ、1994年）演：すまけい
- 『暴れん坊将軍』 - 名古屋章が演じた御側御用取次「有馬彦右衛門」は氏倫がモデルである。